# Disidencia
Disidencia (Del lat. dissidentĭa) se entiende como la expresión formal de un desacuerdo parcial o total respecto de otros criterios individuales o colectivos, con connotación auto excluyente, en ocasiones, con el orden establecido en la sociedad o en alguno de sus ámbitos derivados. Así en sociología, la disidencia equivaldría a la auto exclusión de la pertenencia a un grupo, tales como una comunidad, partido o una institución de la cual se es o se fue miembro voluntaria o involuntariamente. No obstante, la parte y el todo, la disidencia también puede ser dirigida hacia un solo pensamiento, actos o actividades concretas e incluso creencias. Disidencia controlada es cuando el sistema crea a un grupo que sirve para dirigir la opinión pública hacia corrientes de opinión que no les causan ningún peligro. 
- Según el DRAE:

"disidir" (Del lat. dissidēre) significa «separarse de la común doctrina, creencia o conducta» y "disidencia" (Del lat. dissidentĭa) «f. Acción y efecto de disidir»  o  «f. Grave desacuerdo de opiniones».

## Etimología
Disidencia se deriva de Disidir, del latín "di-sedeo", cuya etimología literal compuesta significa "separar, no permanecer". Por diversas metonimias su significado se extiende a las sinonimias de no desear, "estar o pertenecer a un mismo grupo o criterio", fig. "no sentarse juntos", "no poder armonizarse", etc.
La palabra di-sedeo se compone del prefijo de origen griego Di y del verbo latino Sedeo. Di, del griego Dyoo (dos), prefijo de duplicación que implica separación o dualidad y por esto evoca una potencial o eventual contrariedad. Sedeo (sedeô,ês,êre,sêdî,sessum) significa permanecer. Permanecer, del latín maneo, del griego menoo (residir), del sánscrito manas, recuerdo de man (pensar). De aquí se aplica a la acepción como pensamiento diferente. Con esta última acepción, el término, es en la actualidad (edad contemporánea) utilizado con amplitud e intensidad genérica en el ámbito específico de la política y de otras actividades relacionadas o derivadas.

## Evolución histórica del uso del término "disidente"

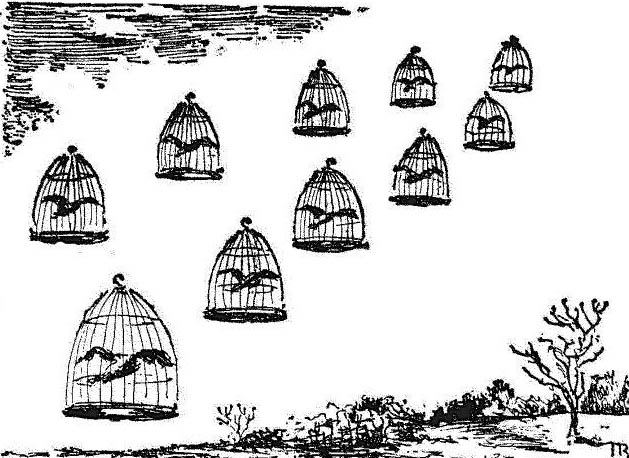
Dibujo disidente del dibujante ruso Vitaly Peskov en vida soviética (1970).

El término «disidente» se utilizó inicialmente para referirse a quien se desmarcaba de una doctrina religiosa o de un dogma, antes de ser aplicado al campo político e ideológico. En Inglaterra, desde el siglo XVI, dissenter ("disidente") designa a los protestantes, que no admiten la religión oficial (anglicanismo).
El término fue usado por primera vez desde un punto de vista político en el periodo de entreguerras, con el ascenso de los sistemas totalitarios fascista y estalinista. Especialmente se aplicó a las purgas de la Unión Soviética a partir de los años treinta y (después de la Segunda Guerra Mundial) a las llamadas democracias populares de Europa del Este. Sin necesidad de limitarse al comunismo soviético, el término se aplica para designar a los opositores de una ideología dominante; calificando de "disidentes" a los que contestan de manera más o menos radical al sistema político de su país. La denominación se justifica especialmente si, por motivos de conciencia, asumiendo desventajas o incluso persecución, esos "disidentes" discrepan dentro de países dominados por regímenes totalitarios, dictatoriales u opresores o que no permiten la expresión libre de tal oposición o la denuncia de situaciones injustas (discriminación, opresión de minorías, etc.) También en países democráticos ha habido "disidentes" que han sufrido la pérdida de su puesto profesional como consecuencia de sus ideas políticas (por ejemplo, la aplicación del macarthismo en los años cuarenta y cincuenta en Estados Unidos). En los casos más graves, afrontan la cárcel, la tortura, el internamiento en unidades psiquiátricas, o incluso la ejecución judicial o extrajudicial. La represión masiva lleva al mantenimiento de campos de concentración o de trabajo (la reeducación maoísta, el Gulag soviético -Aleksandr Solzhenitsyn-). En otros casos, los disidentes afrontan el exilio (impuesto o voluntario, a veces clandestinamente, pues la emigración se prohíbe -muro de Berlín-).
En algunos casos, el "disidente" era anteriormente un partidario del régimen que pasa a criticar. Al utilizarse este término de manera colectiva, incluye al conjunto de personas disidentes con una sociedad determinada o alguno de sus ámbitos, aunque no lo hagan necesariamente desde el mismo punto de vista y por tanto no constituyan una fuerza homogénea.

## Actitud
La disidencia caracteriza a una acción o a un estado. Por tanto, puede ser manifestada por actos, pero también puede ser igualmente un modo de vida o de pensamiento más interior que exterior. Las expresiones «vivir en disidencia» o «entrar a disidencia» remiten a una filosofía de vida, a un compromiso total de un individuo o de un grupo que asume todas las consecuencias materiales y espirituales de sus elecciones.
La disidencia es una actitud que no necesariamente está dirigida contra algo, sino que más bien implica un desacuerdo o una distancia tomada con un poder o una autoridad política. No entra forzosamente en conflicto directo, sino que se aleja, busca otras vías o espacios de legitimidad. De esta manera, el término «disidencia» se distingue de los términos «contestación» y «oposición», que indican una confrontación al interior mismo del sistema político en vigor.

## Diversos movimientos disidentes
- Movimiento cristiano disidente antes y durante la Reforma Protestante.
- La disidencia soviética
- La disidencia china: Carta 08
- La disidencia estadounidense: Macartismo, Partido Pantera Negra, Programa de Contrainteligencia.
- La disidencia cubana
- La disidencia checoslovaca: Carta 77

## Disidentes famosos

### De los países delBloque del Este

#### Unión Soviética
- Anna Ajmátova (URSS)
- Andréi Amalrik (URSS)
- Vladímir Bukovski (URSS)
- Pável Florenski (URSS)
- Lev Kópelev (URSS)
- Nadezhda Mandelshtam (URSS)
- Ósip Mandelshtam (URSS)
- Anatoli Pristavkin (URSS)
- Andréi Dmítrievich Sájarov (URSS)
- Aleksandr Solzhenitsyn (URSS)

#### República Democrática Alemana
- Rudolf Bahro (RDA)
- Stefan Heym (RDA)
- Reiner Kunze (RDA)

#### Checoslovaquia
- Carta 77 (Checoslovaquia)
- Václav Havel (Checoslovaquia)
- Jaroslav Seifert (Checoslovaquia)

#### Bulgaria
- Georgi Markov (Bulgaria)

#### Polonia
- Adam Michnik (Polonia)
- Lech Wałęsa (Polonia)

#### Hungría
- Tivadar Soros (Hungría)

### De China
- Chen Guanngcheng
- Chen Xiaoming
- Fang Lizhi
- Fu Xiancai
- Hu Jia
- Wei Jingsheng
- Harry Wu
- Ye Guozhu
- Yu Dongyue
- Zeng Jinyan
- Zhang Xueliang
- Madres de Tiananmen
- Movimiento Democrático de China

### De Sudáfrica bajo elapartheid
- Nelson Mandela
- Winnie Mandela
- Desmond Tutu

### De los países islámicos
- Hashem Aghajari (Irán)
- Sa'ad Al-Faqih (Arabia Saudí)
- Chahla Chafiq-Beski (Irán)
- Akbar Ganji (Irán)
- Faradsch Sarkuhi (Irán)
- Zouhair Yahyaoui (Túnez)

### De Cuba

#### Dictaduras de Machado y Batista
- Rubén Martínez Villena
- Julio Antonio Mella
- Antonio Guiteras Holmes
- Eduardo R. Chivas
- Frank País
- José A. Echeverría
- Jesús Menéndez
- Juan Marinello Vidaurreta
- Fidel Castro
- Raúl Castro

#### Revolución y Estado Socialista (después del 1959)
- Gustavo Arcos
- Sebastián Arcos
- Reinaldo Arenas
- Reinaldo Escobar Sánchez
- Óscar Elías Biscet
- Francisco Chaviano
- Damas de Blanco
- Guillermo Fariñas
- Juan Antonio Blanco Gil
- Oswaldo Payá
- Raúl Rivero
- Vladimiro Roca
- Armando Valladares

### De Rusia y Bielorrusia
- Larissa Arap
- Aleksandr Litvinenko
- Alexander Milinkevich (Bielorrusia)
- Anna Politkóvskaya

### De otros países
- Xanana Gusmão (Timor Oriental)
- Gregoris Lambrakis (Grecia)
- Salih Mahmoud Mohammed Osman (Sudán)
- Aung San Suu Kyi (Birmania)
- Carlos Felipe Ximenes Belo (Timor Oriental)
- Leyla Zana (Turquía)